# IC 1835/2
IC 1835/2 је галаксија у сазвијежђу Ован која се налази на листи објеката дубоког неба у Индекс каталогу.
Деклинација објекта је + 14° 53' 13" а ректасцензија 2h 43m 48,6s. Привидна величина (магнитуда) објекта IC 1835 износи 15,5 а фотографска магнитуда 16,5. IC 18352 је још познат и под ознакама CGCG 439-27, CGCG 440-1, Z 0241.1+1441, double system.